# Mejicanotrichia harrisi
Mejicanotrichia harrisi är en nattsländeart som beskrevs av Bueno-soria och Barba-alvarez 1999. Mejicanotrichia harrisi ingår i släktet Mejicanotrichia och familjen smånattsländor. Inga underarter finns listade i Catalogue of Life.